# جون همفريز
ديسموند جون همفريز (من مواليد 17 أغسطس 1943) هو مذيع وصحفي إذاعي وتلفزيوني ويلزي. من عام 1981 حتى 1987 كان المقدم الرئيسي لنشرة التاسعة مساءً، وهي النشرة الإخبارية الرئيسية لقناة بي بي سي نيوز، ومن عام 1987 حتى عام 2019 كان أحد مقدمي برنامج الإفطار الإذاعي الشهير Today على إذاعة بي بي سي راديو ٤. كما تولى تقديم برنامج المسابقات التلفزيوني Mastermind على قناة بي بي سي 2 من عام 2003 حتى عام 2021، حيث قدم ما مجموعه 735 حلقة.
حالياً، يقدم همفريز برنامجًا أسبوعيًا بعد ظهر يوم الأحد على محطة كلاسيك إف أم الموسيقية، كما يقوم أحيانًا بتقديم برنامج More Music Breakfast في أيام الأسبوع كبديل.
يُعرف جون همفريز بأسلوبه الحاد والصريح في المقابلات، وقد وُصف في كثير من الأحيان بأنه محاور قوي وناقد. وقد تعرض لانتقادات من بعض السياسيين بعد مقابلات مباشرة وصعبة على الهواء، وذلك بسبب أسلوبه الاستقصائي الصارم في طرح الأسئلة.

## وصلات خارجية
- جون همفريز على موقع IMDb (الإنجليزية)
- جون همفريز على موقع ميوزك برينز (الإنجليزية)
- جون همفريز على موقع ميوزك برينز (الإنجليزية)
- جون همفريز على موقع قاعدة بيانات الفيلم (الإنجليزية)

- - BBC Video of John Humphrys' house from The One Show
- John Humphrys - Today profile
- Telegraph October 2006
- Independent October 2005 نسخة محفوظة 31 ديسمبر 2005 على موقع واي باك مشين.